# 塞拉瓦莱
塞拉瓦莱（義大利語：Serravalle），是圣马力诺的9个市镇（堡）之一，位于圣马力诺北部。塞拉瓦莱与博爾戈馬焦雷、多马尼亚诺相邻。总面积10.53km²。总人口10878人（2018）。塞拉瓦莱包含9个村（curazie）。塞拉瓦莱首次见于文献是在962年。1463年，塞拉瓦莱并入圣马力诺。